# Parti du peuple cambodgien
Pour les articles homonymes, voir Parti du peuple et Parti populaire.
Cet article concerne l'ancien Parti révolutionnaire du peuple khmer, parti unique de 1981 à 1991. Pour le Parti révolutionnaire du peuple khmer d'origine, voir Parti communiste du Kampuchéa.
Le Parti du peuple cambodgien, abrégé en PPC (en khmer : Kanakpak Pracheachon Kâmpuchéa ; en anglais : Cambodian People's Party, officiellement abrégé en CPP) — parfois appelé Parti populaire cambodgien — est la formation politique actuellement au pouvoir au Cambodge.
Anciennement communiste, l'actuel Parti du peuple a été parti unique sous le régime de la république populaire du Kampuchéa : il portait à l'époque le nom de Parti révolutionnaire du peuple khmer, également traduit par Parti révolutionnaire du peuple du Kampuchéa (PRPK).
De par sa structure et son implantation (une antenne du parti existe jusque dans le moindre village ou hameau cambodgien), le parti est régulièrement accusé d’être un rouage important dans le contrôle de l’administration et la transmission des prébendes et autres passe-droits qui enrichissent les dirigeants nationaux au détriment des intérêts du pays.
Le parti, dont la gouvernance est qualifiée d'autoritaire,,,, est affilié à l'Internationale démocrate centriste.

## Historique

### Le parti unique de la république populaire du Kampuchéa
Du 5 au 8 janvier 1979, au beau milieu de l'offensive vietnamienne contre le régime khmer rouge, Heng Samrin réunit un « troisième congrès » qui se voulait ainsi le prolongement du Parti révolutionnaire du peuple khmer fondé en 1951 entre autres par Son Ngoc Minh, Tou Samouth et Sieu Heng, mais sans reconnaître les congrès du parti communiste du Kampuchéa de 1963, 1975 et 1978 organisés par les proches de Pol Pot.
Peu d’informations ont filtré sur cette réunion si ce n’est que Pen Sovan a été élu premier secrétaire du comité central et que le parti comptait alors une soixantaine de membres répartis entre deux tendances parfois opposées au cours de l’histoire du communisme cambodgien : les « Khmers Việt Minh », d'anciens cadres Khmers issarak qui étaient restés au Viêt Nam depuis des années, et les dissidents khmers rouges, pour la plupart issus du commandement de l'ancienne Zone Est du Kampuchéa démocratique,. Les premiers nommés, plus au fait du fonctionnement de l’appareil vietnamien seront dans un premier temps favorisés et occuperont les principaux postes à responsabilité dans le premier comité central.
Le passé de certains des membres du parti et son idéologie communiste seront dans un premier temps occultés auprès d’une population qui venait de subir les brutalités du Kampuchéa démocratique. La fracture avec le régime précédent apparaîtra de manière visible dans le rapport que Pen Sovan présente lors du 4e congrès, tenu du 26 au 29 mai 1981, qui présente les membres du parti communiste du Kampuchéa comme des traîtres à la nation et au parti.
Il sera aussi décidé lors de ce quatrième congrès d’opérer désormais à visage découvert, sûrement parce que les dirigeants de la république démocratique du Kampuchéa avaient gagné en confiance quant à la pérennité de leur gouvernement mais aussi parce qu’ils avaient besoin de l’aide de toute la population pour reconstruire le pays. Il était aussi adopté cinq « principes de base de la ligne du parti » à savoir : porter haut les couleurs du patriotisme et de la solidarité internationale prolétarienne, défendre la patrie, rétablir et développer l’économie et la culture dans le but de préparer la voie au socialisme, déployer un parti marxiste-léniniste et renforcer la coopération militaire avec le Viêt Nam, le Laos, l’Union des républiques socialistes soviétiques et les autres nations socialistes. Il fut aussi décidé de conserver le nom de Parti révolutionnaire du peuple khmer afin de se différencier du « parti réactionnaire polpotiste » et promouvoir de meilleures pratiques au sein du parti. Le congrès proclamait également son intention de lutter contre « la doctrine ultranationaliste de Pol Pot », d’encourager un gouvernement centralisé et une direction collective, enfin de rejeter le culte de la personnalité. La « doctrine ultranationaliste » fait sans équivoque allusion au racisme anti-vietnamien des responsables khmers rouges. Enfin, les 162 délégués élisaient les 21 participants au comité central qui confirmait Pen Sovan au poste de secrétaire général et les sept membres du bureau politique initial,.
En 1981, le parti révolutionnaire du peuple khmer comptait entre 600 et 1 000 membres, ce qui représentait un accroissement considérable comparé à 1979, mais il n’était présent qu’à Phnom Penh et dans les chefs-lieux provinciaux dont certains ne comportaient qu’un seul adhérent. Kompong Cham, la province la plus peuplée avec plus d’un million d’habitants, ne pouvait par exemple se prévaloir de plus de 30 militants.
Mais très vite, au sein du parti, les anciens partisans de Pol Pot supplantent les anciens Khmers Issarak aux postes à responsabilité. Plusieurs raisons ont été avancées à cette évolution : les premiers nommés se seraient montrés moins sensibles à la corruption financière que les seconds qui auraient eu une meilleure connaissance des réalités politiques vietnamiennes et par conséquent une plus grande capacité à tenir tête à leurs protecteurs; enfin, les dissidents khmers rouges, ayant le plus à perdre d'un retour de leurs anciens collègues, auraient été jugés plus dociles. En décembre 1981, Pen Sovan est brusquement limogé, probablement pour s'être opposé à la politique d'immigration vietnamienne au Cambodge, et pour avoir manifesté trop de velléités d'indépendance. Heng Samrin lui succède comme secrétaire général du parti,.
Le parti tient son 5e congrès du 13 au 16 octobre 1985 au cours duquel il dresse un bilan des cinq dernières années et définit une ligne pour le futur.
Il se prévaut de 7 500 membres réguliers dont 4 000 depuis le début de l’année 1985 et peut aussi compter sur pas moins de 37 000 sympathisants parmi lesquels il peut susciter de nouvelles adhésions. D’après le rapport de Heng Samrin, le PRPK dispose de 22 comités régionaux et d’un nombre indéfini de cercles et cellules au sein du gouvernement, des forces armées, des organisations de masse, des entreprises, des usines et des exploitations agricoles. Le rapport se félicite ainsi de la progression du parti depuis 1981 mais regrette une implantation à la base et au niveau des districts qui reste à améliorer.
Il note aussi avec satisfaction que l’administration de Heng Samrin, avec l’aide de « volontaires vietnamiens » a détruit « tout type » de base de résistance de la guérilla.
Le rapport se targue aussi d’avoir écarté la menace « d’autoritarisme » grâce au développement du centralisme démocratique et du leadership collectif (en) malgré une éducation politique des masses en retrait. Le soutien et la confiance de la population sont aussi parfois contrariés par l’étroitesse d’esprit, l’arrogance et la bureaucratie de certains dirigeants. Heng Samrin déplore aussi l’absence de documents sur l’histoire du PRPK qui permettrait de mieux illustrer les « bonnes traditions du parti ».
Un autre problème est le manque de cadres politiques et techniques, ce qui entrave la reconstruction du pays. L’économie s’en trouve déséquilibrée et en retard avec des indicateurs en deçà de leurs niveaux d’avant-guerre, le pays souffrant en outre d’une pénurie de carburant, de matières premières et de pièces détachées de toutes sortes. D’après Heng Samrin, une telle situation ne permettrait pas une transition vers le socialisme avant « des douzaines d’années ».
Le rapport présente aussi un plan sur la période 1986-1990 avec trois principaux objectifs. Le premier objectif concerne la maîtrise militaire « à la frontière et à l’intérieur du pays » afin d’annihiler toute activité hostile à la république populaire du Kampuchéa.
Le second objectif est de développer le potentiel économique et politique pour, malgré les embûches, permettre d’accéder au socialisme. Une mobilisation de masse de la population est pour cela jugée primordiale. Il est ainsi prévu de tolérer « l’économie privée » afin d’accomplir la « tâche très dure et très complexe » pour amener les « composants non-socialistes » à un niveau avancé. Sur le plan politique, le rapport préconise aussi la promotion d’un « homme socialiste nouveau » qui doit être loyal envers sa patrie et le socialisme, avoir une bonne connaissance scientifique et respecter la discipline, la propriété publique, la production et le travail manuel.
Enfin, le troisième objectif est relatif à l’accroissement des liens entre le Cambodge et le Viêt Nam, le Laos, l’Union soviétique et les autres pays socialistes. Heng Samrin recommande de garantir cette alliance par une loi pour assurer le succès de la révolution cambodgienne et demande aux Cambodgiens de rejeter toute attitude ou acte opportuniste ou chauvin de nature à aller à l’encontre de l’amitié avec les voisins indochinois – une allusion au ressentiment très présent quant à la présence des troupes et colons vietnamiens.
Avant de clore le congrès, les 250 délégués élisent les 45 membres du nouveau comité central (31 titulaires et 14 suppléants) qui à leur tour reconduisent Heng Samrin comme secrétaire général, choisissent les neuf participants (sept titulaires et deux suppléants) du bureau politique, les 5 de son secrétariat et les 7 de sa commission de contrôle.
Au même moment, les dirigeants vietnamiens, désireux de se dépêtrer du bourbier cambodgien, semblent enclins à favoriser l’émergence de dirigeants plus indépendants à leur égard, tant qu'ils ne permettent pas pour autant un retour du régime khmer rouge ni ne remettent en cause la sécurité au sud du Viêt Nam.

### Mutation dans le multipartisme
Le PRPK prend son nom de parti du peuple cambodgien lors d'un congrès extraordinaire du PRPK qui eut lieu les 17 et 18 octobre 1991 en vue de modifier ses statuts afin de pouvoir participer aux élections de 1993. Outre le changement de nom, le congrès adoptait plusieurs décisions dont les plus notables furent le renoncement au marxisme-léninisme et le ralliement au multipartisme,.
Mais cette évolution n’était pas forcément aisée pour tout le monde et les années qui suivront seront émaillées de violences dont il est difficile de faire la part entre les actions concertées en haut lieu, les actes isolés de militants ayant du mal à composer avec des contradicteurs et enfin des faits qui n’avaient pas de motivations politiques.
Après sa défaite aux élections de 1993, le CPP a imposé une coalition gouvernementale au FUNCINPEC, sorti vainqueur des urnes, coalition qu'il reconduira par la suite en tant que parti majoritaire, et ce jusqu’en 2008, année où le poids de la formation royaliste était devenu insignifiant (deux députés sur 120).

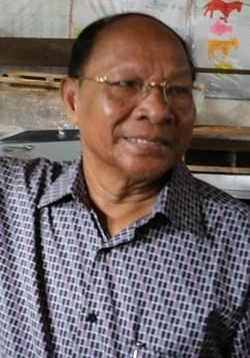
Heng Samrin, premier secrétaire du parti de 1981 à 1991 Président de l'assemblée nationale depuis 2006
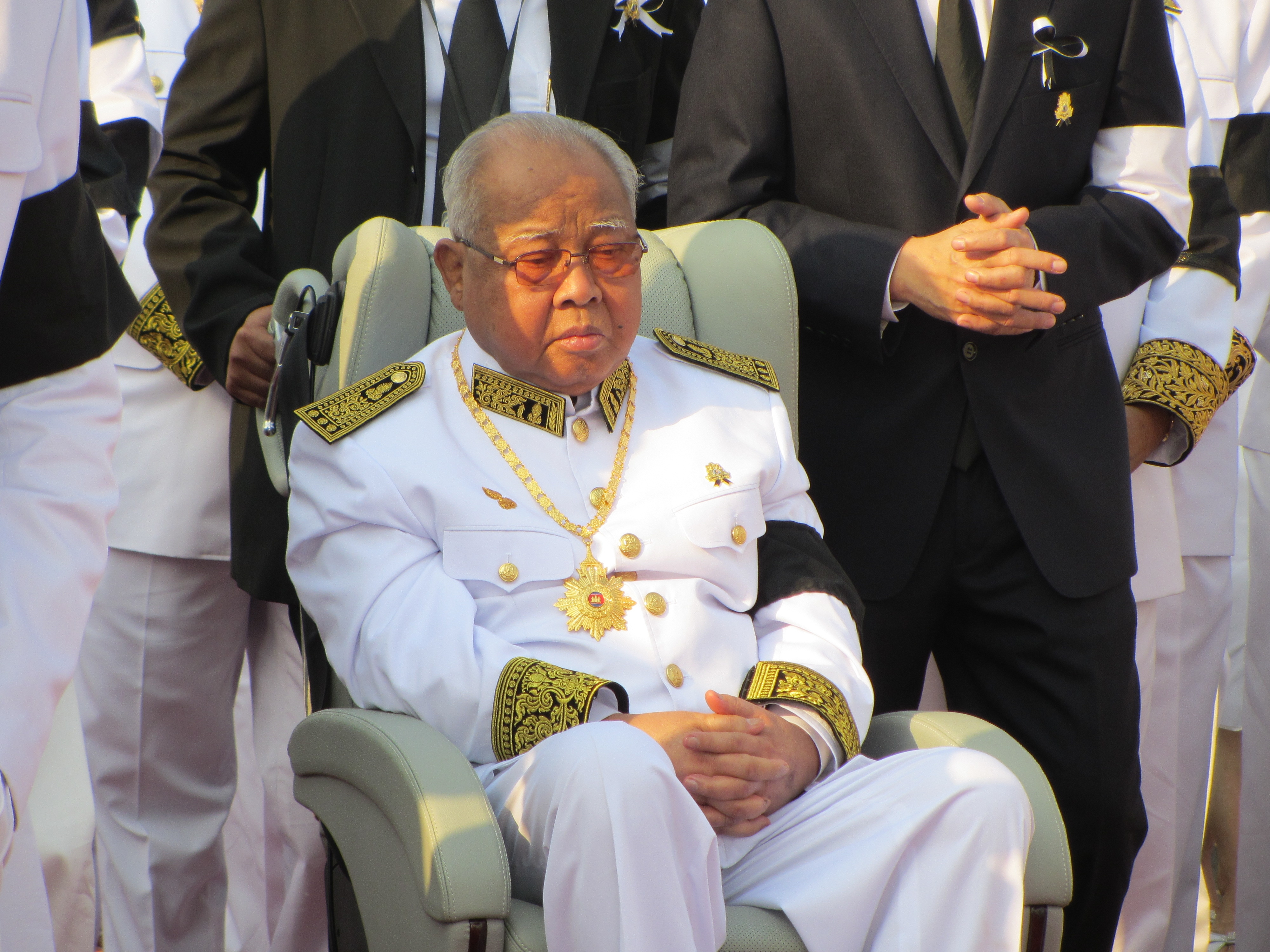
Chea Sim, président du parti de 1991 à 2015 Président du Sénat de 1999 à 2015
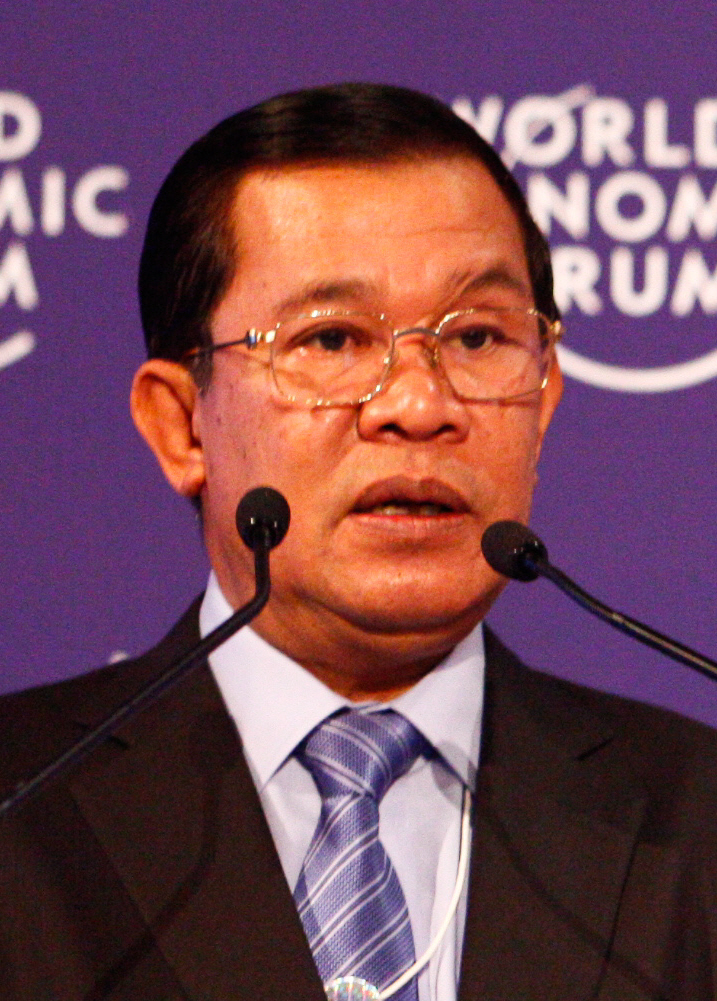
Hun Sen, Président du parti depuis 2015 Premier ministre depuis 1985

## Situation actuelle

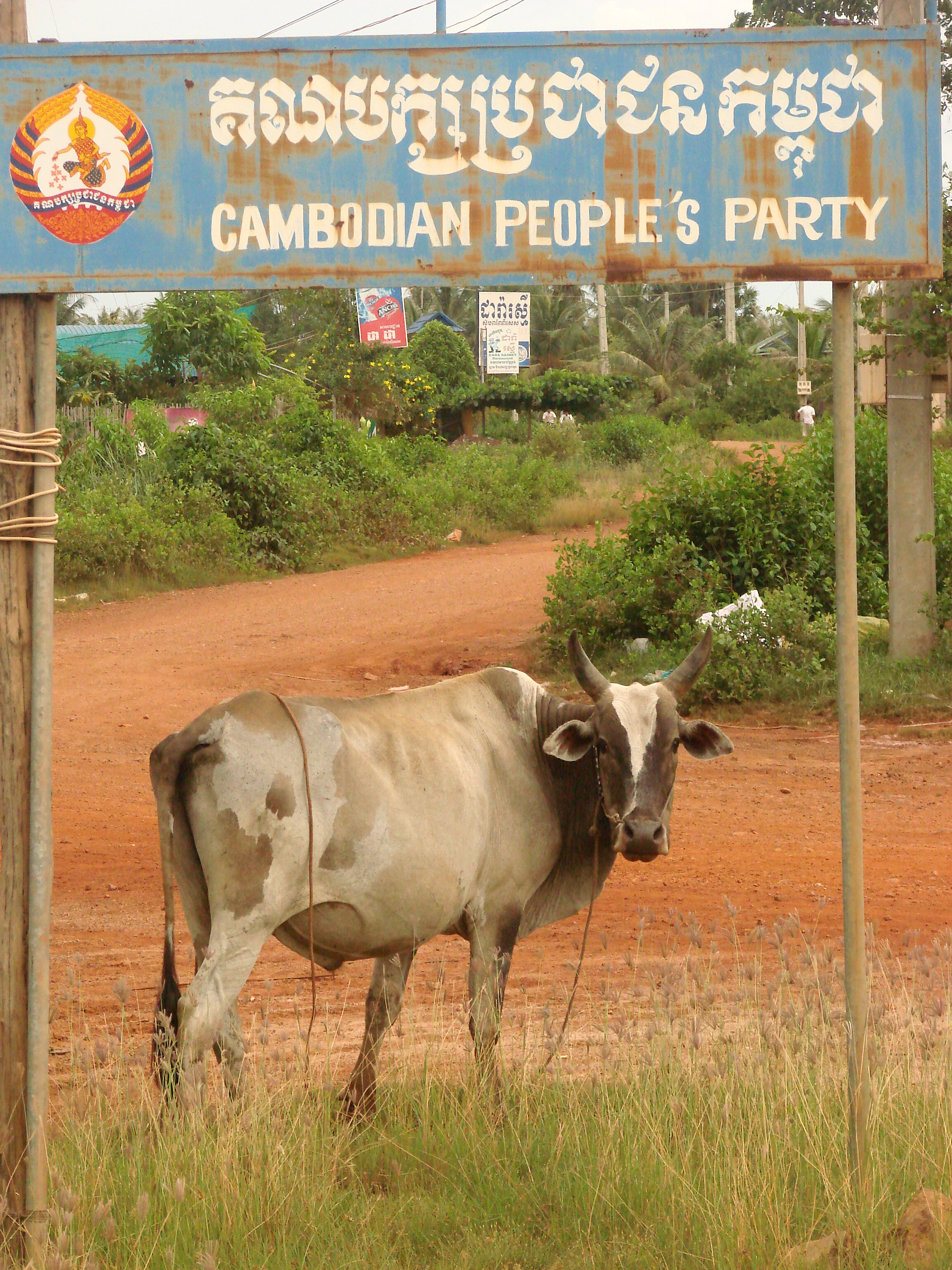
Le Parti du peuple cambodgien est implanté jusque dans le plus petit village du Cambodge, ici dans la province de Kampot.

Le parti du peuple cambodgien dispose d'une majorité absolue d'élus à l'Assemblée nationale. L'actuel Premier ministre, Hun Sen en est le président.
Si les partis d’opposition ont l’habitude de se déchirer dans des luttes intestines, certaines sources y voient la main du CPP qui les aurait fait infiltrer par des personnes à sa solde pour semer la zizanie,. Ces explications ne peuvent néanmoins expliquer à elles-seules la facilité avec laquelle ces scissions se produisent. Ainsi, si le doute est permis pour un Nguon Sœur dont le départ du parti de la nation khmère pour se rapprocher de Hun Sen obligera les fidèles de Sam Rainsy à rebaptiser leur mouvement ou pour un Ieng Mouly (en) qui provoquera une crise fatale au parti libéral démocratique bouddhiste avant d’occuper des postes ministériels dans des gouvernements du CPP, les accusations par exemple portées contre Kem Sokha à qui on reprochait d’avoir été encouragé à créer le parti des droits de l’homme pour diviser l’opposition, paraissent peu crédibles.
En contrepartie, le parti du peuple cambodgien donne l’image d’une certaine stabilité, si on excepte les menaces de sécession de Hun Sen en 1992 et Norodom Chakrapong (en) en 1993 qui semblent par contre en être restées au stade des intentions. En fait, réminiscence ou non de la période du parti unique, les dissensions semblent se régler en interne, mais pas toujours de manière pacifique. Des rumeurs insistantes ont ainsi fait état de divergences entre Hun Sen et Chea Sim et certains actes de violence contre eux ou leurs proches durant les années 1990 seraient liées à ces querelles.
Lors des élections du 20 juillet 2018, le parti aurait emporté 114 sièges de la chambre basse.